# منى خالد
منى خالد (ولدت بتاريخ 9 أبريل 1994)، هي لاعبة شطرنج مصرية، حاصلة على لقب أستاذة كبيرة في الشطرنج. فازت في بطولة إفريقيا للشطرنج فريق الإناث، والبطولة المصرية للشطرنج والبطولة العربية للشطرنج. ولعبت في أولمبياد الشطرنج النسوي في 2008 إلى 2014. وشاركت في بطولة العالم للشطرنج النسوية 2012، وفي بطولة العالم للشطرنج النسوية 2017.

## وصلات خارجية
- منى خالد على موقع الاتحاد الدولي للشطرنج (الإنجليزية)
- منى خالد على موقع مباريات الشطرنج (الإنجليزية)
- منى خالد على موقع 365Chess.com (الإنجليزية)
- منى خالد على موقع Chesstempo.com (الإنجليزية)
- منى خالد على موقع الاتحاد الأمريكي للشطرنج (الإنجليزية)
- منى خالد سجل أولمبياد الشطرنج للسيدات على موقع OlimpBase.org (الإنجليزية)

- خالد منى